# Marie-Isabelle de Habsbourg-Toscane
Marie-Isabelle de Habsbourg-Toscane, née à Florence, le  21 mai 1834 et morte à Lucerne le 14 juillet 1901, est une archiduchesse d'Autriche. 

## Biographie

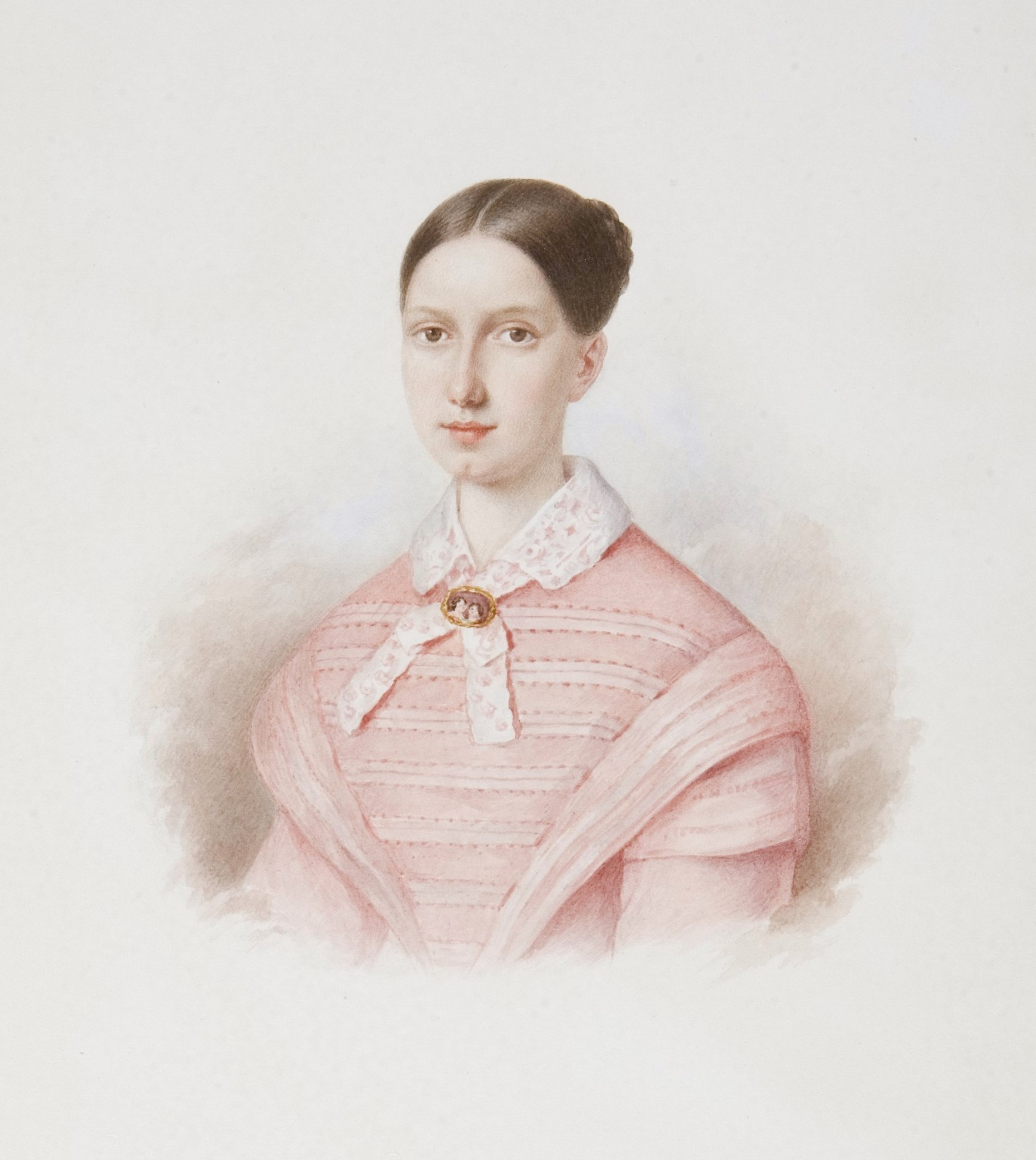
Enfant Marie-Isabelle de Habsbourg-Toscane par Rosa Sasso

Elle est l'aînée des dix enfants du grand-duc Léopold II de Toscane et de sa deuxième femme Marie-Antoinette de Bourbon-Siciles (fille de François Ier des Deux-Siciles et de sa deuxième épouse Marie-Isabelle d'Espagne). En 1850, elle épouse son oncle maternel le prince François de Paule de Bourbon-Siciles, benjamin des douze enfants de François Ier des Deux-Siciles et de Marie-Isabelle d'Espagne.
Marie-Isabelle et François ont six enfants :
- Marie-Antoinette de Bourbon-Siciles (16 mars 1851 - 12 septembre 1938), mariée à Alphonse, comte de Caserte (28 mars 1841 - 26 mai 1934),
- Léopold de Bourbon (24 septembre 1853 - 4 septembre 1870),
- Marie-Thérèse de Bourbon (7 janvier 1855 - 1er septembre 1856),
- Marie-Caroline de Bourbon-Siciles (21 février 1856 - 7 avril 1941), mariée le 28 novembre 1885 à Paris 8e, avec le comte Andrzej Zamoyski (10 juillet 1852 - 26 juin 1927),
- Ferdinand de Bourbon (25 mai 1857 - 22 juillet 1859),
- Maria Annonciade de Bourbon (21 septembre 1858 - 20 mars 1873).

Elle est inhumée au cimetière du Père-Lachaise (57e division).